# Nhân bản người

Sơ đồ các cách để lập trình lại các tế bào cùng với sự phát triển của con người.

Nhân bản người là việc tạo ra một bản sao di truyền (hoặc bản sao) giống hệt của con người. Thuật ngữ này thường được sử dụng để chỉ nhân bản nhân tạo, đó là sự sinh sản của tế bào và mô người. Nó không đề cập đến việc thụ thai tự nhiên và sinh đôi giống hệt nhau. Khả năng nhân bản người đã gây ra tranh cãi. Những quan ngại về đạo đức này đã thúc đẩy một số quốc gia thông qua luật liên quan đến nhân bản con người và tính hợp pháp của nó.
Hai loại thường được thảo luận về nhân bản lý thuyết của con người là nhân bản trị liệu và nhân bản sinh sản. Nhân bản vô tính trị liệu sẽ liên quan đến việc nhân bản tế bào từ người để sử dụng trong y học và cấy ghép, và là một lĩnh vực nghiên cứu tích cực, nhưng không phải là hoạt động y tế ở bất cứ đâu trên thế giới, tính đến  tháng 4 năm 2020. Hai phương pháp nhân bản trị liệu phổ biến đang được nghiên cứu là chuyển nhân tế bào soma và gần đây hơn là cảm ứng tế bào gốc đa năng. Nhân bản vô tính sinh sản sẽ liên quan đến việc tạo ra toàn bộ con người nhân bản, thay vì chỉ các tế bào hoặc mô cụ thể.

## Lịch sử
Mặc dù khả năng nhân bản con người là chủ đề của sự suy đoán trong phần lớn thế kỷ 20, các nhà khoa học và các nhà hoạch định chính sách đã bắt đầu xem xét triển vọng nghiêm túc vào năm 1969. J. B. S. Haldane là người đầu tiên đưa ra ý tưởng nhân bản con người, ông đã sử dụng thuật ngữ "nhân bản", được sử dụng trong nông nghiệp từ đầu thế kỷ 20. Trong bài phát biểu về "Khả năng sinh học cho các loài người trong mười nghìn năm tới" tại Hội nghị chuyên đề Ciba về con người và tương lai của ông năm 1963, ông nói:
Điều đáng hy vọng là một số dòng tế bào người có thể được nuôi trong môi trường có thành phần hóa học được xác định chính xác. Có lẽ bước đầu tiên sẽ là tạo ra một bản sao từ một trứng đã được thụ tinh, như trong Brave New World...
Giả sử nhân bản là khả thi, tôi cho rằng phần lớn các bản sao sẽ được tạo ra từ những người ít nhất 50 tuổi, ngoại trừ vận động viên và vũ công, những người sẽ được nhân bản khi còn trẻ hơn. Họ sẽ được tạo ra từ những người được cho là đã xuất sắc trong một thành tựu được xã hội chấp nhận.

Nhà di truyền học từng đoạt giải Nobel Joshua Lederberg đã ủng hộ nhân bản và kỹ thuật di truyền trong một bài báo trên tờ The American Naturalist năm 1966 và một lần nữa, vào năm sau, trên tờ Washington Post. Ông đã gây ra một cuộc tranh luận với nhà sinh vật học bảo thủ Leon Kass, người đã viết vào thời điểm đó rằng "sự tái tạo được lập trình của con người, trên thực tế, sẽ phi nhân hóa người đó". Một người đoạt giải Nobel khác, James D. Watson, đã công khai tiềm năng và những nguy cơ của việc nhân bản trong bài tiểu luận trên Atlantic Monthly của mình, "Hướng tới con người vô tính", năm 1971.
Với việc nhân bản vô tính của một con cừu tên là Dolly vào năm 1996 bằng cách chuyển nhân tế bào soma (SCNT), ý tưởng về nhân bản của con người đã trở thành một chủ đề tranh luận sôi nổi. Nhiều quốc gia ngoài vòng pháp luật, trong khi một số nhà khoa học hứa sẽ tạo ra một bản sao trong vòng vài năm tới. Bản sao con người lai tạo đầu tiên được Advanced Cell Technology tạo ra vào tháng 11 năm 1998. Nó được tạo ra bằng SCNT; một nhân được lấy từ tế bào chân của một người đàn ông và đưa vào trứng của một con bò mà từ đó nhân đã bị loại bỏ, và tế bào lai được nuôi cấy và phát triển thành phôi. Phôi đã bị phá hủy sau 12 ngày.
Vào năm 2004 và 2005, Hwang Woo-suk, giáo sư tại Đại học Quốc gia Seoul, đã xuất bản hai bài báo riêng biệt trên tạp chí Science tuyên bố đã thu hoạch thành công tế bào gốc phôi, tế bào phôi từ một phôi nang nhân bản vô tính bằng kỹ thuật SCNT. Hwang tuyên bố đã tạo ra mười một dòng tế bào gốc dành riêng cho bệnh nhân. Đây sẽ là bước đột phá lớn đầu tiên trong nhân bản con người. Tuy nhiên, vào năm 2006, tạp chí Science đã rút lại cả hai bài báo của mình về bằng chứng rõ ràng rằng phần lớn dữ liệu của ông từ các thí nghiệm là bịa đặt.
Vào tháng 1 năm 2008, Tiến sĩ Andrew French và Samuel Wood của công ty công nghệ sinh học Stemagen tuyên bố rằng họ đã tạo thành công năm phôi người trưởng thành đầu tiên sử dụng SCNT. Trong trường hợp này, mỗi phôi được tạo ra bằng cách lấy một hạt nhân từ tế bào da (do Wood và đồng nghiệp hiến tặng) và đưa nó vào trứng người mà từ đó nhân đã được lấy ra. Phôi chỉ được phát triển đến giai đoạn phôi nang, tại thời điểm chúng được nghiên cứu trong các quá trình phá hủy chúng. Các thành viên của phòng thí nghiệm cho biết, bộ thí nghiệm tiếp theo của họ sẽ nhằm tạo ra các dòng tế bào gốc phôi; đây là "chén thánh" hữu ích cho việc nhân bản trị liệu hoặc sinh sản.
Năm 2011, các nhà khoa học tại Tổ chức tế bào gốc New York tuyên bố rằng họ đã thành công trong việc tạo ra các dòng tế bào gốc phôi, nhưng quá trình của họ liên quan đến việc để lại nhân của noãn bào, dẫn đến các tế bào tam bội, sẽ không hữu ích cho việc nhân bản.
Năm 2013, một nhóm các nhà khoa học do Shoukhrat Mitalipov lãnh đaọ đã công bố báo cáo đầu tiên về tế bào gốc phôi được tạo ra bằng SCNT. Trong thí nghiệm này, các nhà nghiên cứu đã phát triển một giao thức sử dụng SCNT trong các tế bào người, khác một chút so với giao thức được sử dụng trong các sinh vật khác. Bốn dòng tế bào gốc phôi từ tế bào soma của thai nhi được lấy từ những phôi nang đó. Tất cả bốn dòng được bắt nguồn bằng cách sử dụng tế bào trứng từ cùng một nhà tài trợ, đảm bảo rằng tất cả các DNA ti thể được thừa hưởng là giống hệt nhau. Một năm sau, một nhóm do Robert Lanza lãnh đạo tại Advanced Cell Technology báo cáo rằng họ đã sao chép kết quả của Mitalipov và chứng minh thêm hiệu quả bằng cách nhân bản tế bào trưởng thành bằng SCNT.
Năm 2018, lần đầu tiên việc nhân bản thành công loài linh trưởng sử dụng SCNT đã được báo cáo với sự ra đời của hai bản sao con cái sống sót của giống khỉ đuôi dài có tên là Zhong Zhong và Hua Hua.